# John Belfrage
David Johannes Belfrage, mer känd som John Belfrage, född 3 maj 1901 i Eskilstuna, Södermanlands län, död 20 januari 1976 i Eskilstuna Fors församling i Södermanlands län, var en svensk läkare.
Belfrage var son till fabrikören Oskar Belfrage och Alma Carlsson. Efter studentexamen i Stockholm 1919 följde akademiska studier. Han blev medicine kandidat vid Uppsala universitet 1923 samt medicine licentiat vid Karolinska Institutet i Stockholm 1929. Belfrage var praktiserande läkare, först i Söderhamn 1929–1931 och sedan i Eskilstuna från 1931. Han hade även ett flertal kortare förordnanden som stadsläkare och som provinsialläkare. Han var skolläkare vid Eskilstuna högre allmänna läroverk 1952–1960 och vid Högre tekniskt läroverk från 1961. Han var också järnvägsläkare vid Statens Järnvägar. John Belfrage författade skrifter i invärtes medicin.
John Belfrage gifte sig första gången 1927 med Ingeborg Edqvist (1904–1993), omgift Fritiofsson, dotter till skräddarmästaren Gustaf Edqvist och Brita Andersdotter. De fick fyra barn: modedirektören Berit Belfrage (född 1928), hovkapellisten Bengt Belfrage (född 1930), Barbro Andersson (född 1931) och ingenjören Björn Belfrage (1933–1998). Äktenskapet upplöstes 1934.
Andra gången gifte han sig 1935 med Bertha Jönsson (1904–1986), dotter till lantbrukaren Oscar Jönsson och Anna Nilsson. I detta äktenskap fick han två barn: universitetslektor, bokförläggare Bertil Belfrage (född 1935), far till Henrik Belfrage, och direktören Leonor Bergh (1939–2012). Han är tillsammans med andra hustrun begraven på Sankt Eskils kyrkogård i Eskilstuna.